# Maria Usifo
Maria Usifo (1 de agosto de 1964) é uma antiga atleta nigeriana, especialista em corridas de barreiras (100 e 400 metros com barreiras). Nestas duas disciplinas, foi várias vezes campeã africana, entre 1984 e 1989.
Foi campeã nigeriana de 100 m barreiras em 1981, 1982, 1986, 1987 e 1988 e de 400 m barreiras em 1981, 1982, 1986 e 1987.

## Presenças olímpicas
| Jogos             | Prova                    | Feito            | Marca   |
| ----------------- | ------------------------ | ---------------- | ------- |
| Los Angeles, 1984 | 100 metros com barreiras | semi-finais      | 13,52 s |
| Los Angeles, 1984 | 400 metros com barreiras | semi-finais      | 58,55 s |
| Seul, 1988        | 100 metros com barreiras | quartos-de-final | aband.  |
| Seul, 1988        | 400 metros com barreiras | eliminat.        | 55,99 s |

## Melhores marcas pessoais
| Prova                    | Data                 | Local                        | Marca   |
| ------------------------ | -------------------- | ---------------------------- | ------- |
| 100 metros com barreiras | 6 de outubro de 1985 | Camberra, Austrália          | 13,34 s |
| 400 metros com barreiras | 6 de junho de 1986   | Indianápolis, Estados Unidos | 55,16 s |